# Цирконат кальция
Цирконат кальция — неорганическое соединение,
соль кальция и циркониевой кислоты с формулой CaZrO3,
бесцветные кристаллы,
не растворяется в воде.

## Получение
- В природе встречается минерал лакаргиит — CaZrO3 с примесями олова и титана [1]. Имеет серый , желто бурый цвета . Твердость по шкале Мооса 6-7 цвет черты белый. Кристаллы  прозрачные вытянутые, так же могут образовываться в виде тонкой корочки по минералу массивные желтые кристаллы.

{\displaystyle {\mathsf {CaO+ZrO_{2}\ {\xrightarrow {1400^{o}C}}\ CaZrO_{3}}}}

## Физические свойства
Цирконат кальция образует бесцветные кристаллы
ромбической сингонии,
пространственная группа P bnm,
параметры ячейки a = 0,5556 нм, b = 0,5715 нм, c = 0,7960 нм, Z = 4 .
Не растворяется в воде.